# Młodszy instruktor żeglarstwa PZŻ
Młodszy instruktor żeglarstwa PZŻ - stopień instruktorski Polskiego Związku Żeglarskiego

## Wymagania
Warunkiem uzyskania patentu Młodszego Instruktora Żeglarstwa PZŻ jest:
1. wniesienie opłaty za patent
2. zdanie egzaminu, do którego dopuszcza się osoby które:
  1. wypełniły wniosek egzaminacyjny i wniosły opłatę za egzamin
  2. ukończyły szkolenie, do którego dopuszcza się osoby:
    1. mające średnie wykształcenie
    2. pełnoletnie
    3. posiadające co najmniej 1 rok stopień żeglarza jachtowego
    4. niemające przeciwwskazań lekarskich do pełnienia funkcji instruktora żeglarstwa
    5. które zdały egzamin dopuszczający do szkolenia
    6. potrafiące pływać
    7. które wniosły opłatę za szkolenie

## Uprawnienia
Młodszy Instruktor żeglarstwa PZŻ jest uprawniony do:
a) prowadzenia zajęć praktycznych i teoretycznych w ramach szkolenia na stopnie żeglarskie do posiadanego stopnia włącznie, pod nadzorem KWŻ,
b) pełnienia funkcji Członka KE na stopnie żeglarskie w zależności od posiadanego stopnia oraz Sekretarza KE na dowolny stopień.